# 唐扎克
唐扎克（法語：Tanzac，法語發音：[tɑ̃zak]）是法国滨海夏朗德省的一个市镇，位于该省南部，属于桑特区。

## 地理
唐扎克（45°33'51"N, 0°37'40"W）面积11.23 平方千米，位于法国新阿基坦大区滨海夏朗德省，该省份为法国西部滨海省份，北起旺代省，西临大西洋，南至吉倫特省，东南接多爾多涅省，东北接德塞夫勒省接壤，东临夏朗德省。
与唐扎克接壤的市镇（或旧市镇、城区）包括：尚帕尼奥勒、热莫扎克、日夫勒扎克、雅泽讷、马兹罗勒、圣康坦德朗萨讷。

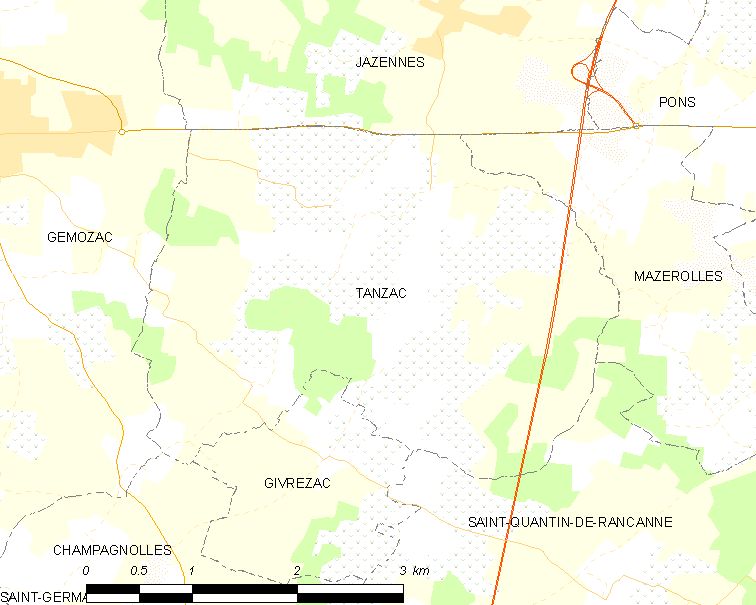
唐扎克的OSM定位图

唐扎克的时区为UTC+01:00、UTC+02:00（夏令时）。

## 行政
唐扎克的邮政编码为17260，INSEE市镇编码为17438。

## 政治
唐扎克所属的省级选区为桑通日-河口县。

## 人口

1962-2008年间唐扎克人口变化图示

唐扎克于2022年1月1日时的人口数量为296人。